# Parco nazionale del Monte Alén
Il parco nazionale del Monte Alén (in spagnolo Parque nacional de Monte Alén) è un parco nazionale della Guinea Equatoriale. Con una superficie di 2000 km², è il parco nazionale più grande del Paese. È stato istituito nel 1990 con lo scopo di proteggere, tra le altre specie, la rana golia (Conraua goliath), la più grande del mondo.

## Geografia
Il parco si estende principalmente nella provincia del Centro Sur e, per minima parte, in quella del Litoral. Copre una superficie di 2000 km² e si trova ad altitudini comprese tra 300 e 1250 metri. Entro i suoi confini si trovano le cime più alte del settore continentale del Paese, il Monte Alén e il Monte Mitra. Qui hanno la loro sorgente anche molti dei fiumi più importanti della zona, mentre il fiume Uoro scorre ad ovest del parco. Il confine orientale del parco è delimitato dalla strada Niefang-Gabon. In alcuni punti del parco vi sono formazioni rocciose. Il lago Atoc presenta le sue sponde ancora interamente ricoperte dalla foresta.

## Storia
Il parco nazionale è stato istituito con un decreto presidenziale nel 2000 insieme ad altre 13 aree protette. All'interno dell'area c'è una rete di sentieri escursionistici ben sviluppata e il disboscamento è completamente vietato.

## Clima
La zona è caratterizzata da un clima equatoriale umido con classificazione Am secondo il sistema Köppen-Geiger. La temperatura media è di 25 °C nelle pianure e di 20-23 °C nelle zone montuose. La regione riceve una quantità annua di 3000-3500 mm di pioggia.

## Fauna

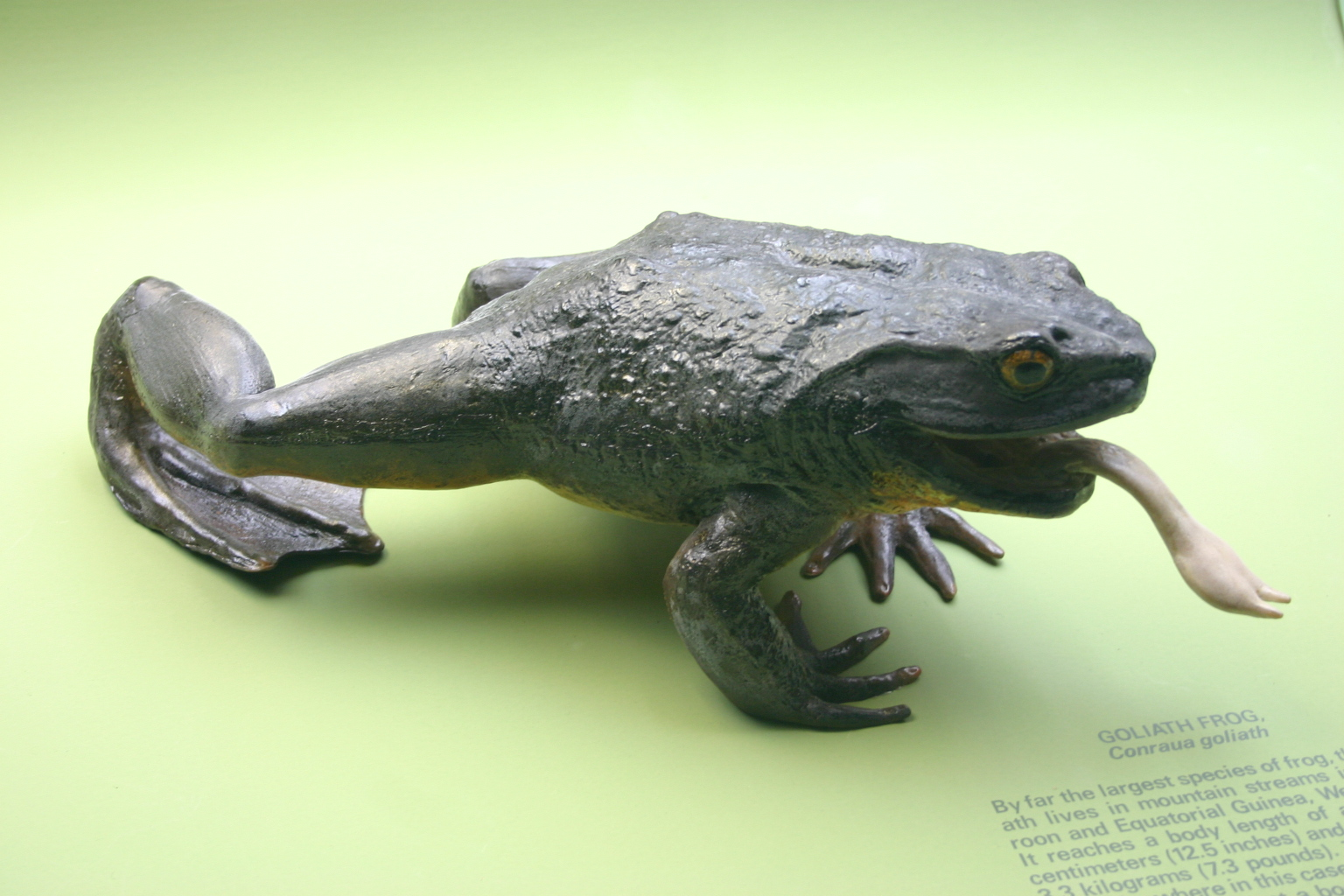
Modello di rana golia (Conraua goliath) all'American Museum of Natural History.

Nell'area del parco sono state censite 265 specie di uccelli. Tra queste si ricordano specie di montagna quali la coracina grigia africana (Ceblepyris caesius), il dorsopiumoso piedirosa (Dryoscopus angolensis), il luì capinero (Phylloscopus herberti) e il luì ugandese (P. budongoensis); sono presenti anche il picatarte collogrigio (Picathartes oreas), l'indicatore di Zenker (Melignomon zenkeri), il pigliamosche di Tessmann (Fraseria tessmanni), il pigliamosche di Verreaux (Batis minima) e il rondone di Fernando Po (Apus sladeniae).
Nella zona vivono 105 specie di mammiferi, di cui 16 primati. Tra questi ricordiamo il guereza nero (Colobus satanas), il cercocebo dal collare (Cercocebus torquatus), il mandrillo (Mandrillus sphinx), il gorilla (Gorilla gorilla) e lo scimpanzé (Pan troglodytes). Inoltre, sono presenti l'elefante africano delle foreste (Loxodonta cyclotis) e il toporagno Crocidura grassei. Vi sono 65 specie di rettili, compresi i coccodrilli. Tra gli anfibi ricordiamo Petropedetes palmipes e Leptodactylodon stevarti, che figurano entrambi sulla Lista rossa delle specie in pericolo di estinzione. La rana golia (Conraua goliath) vive nella parte meridionale del parco.

## Conservazione

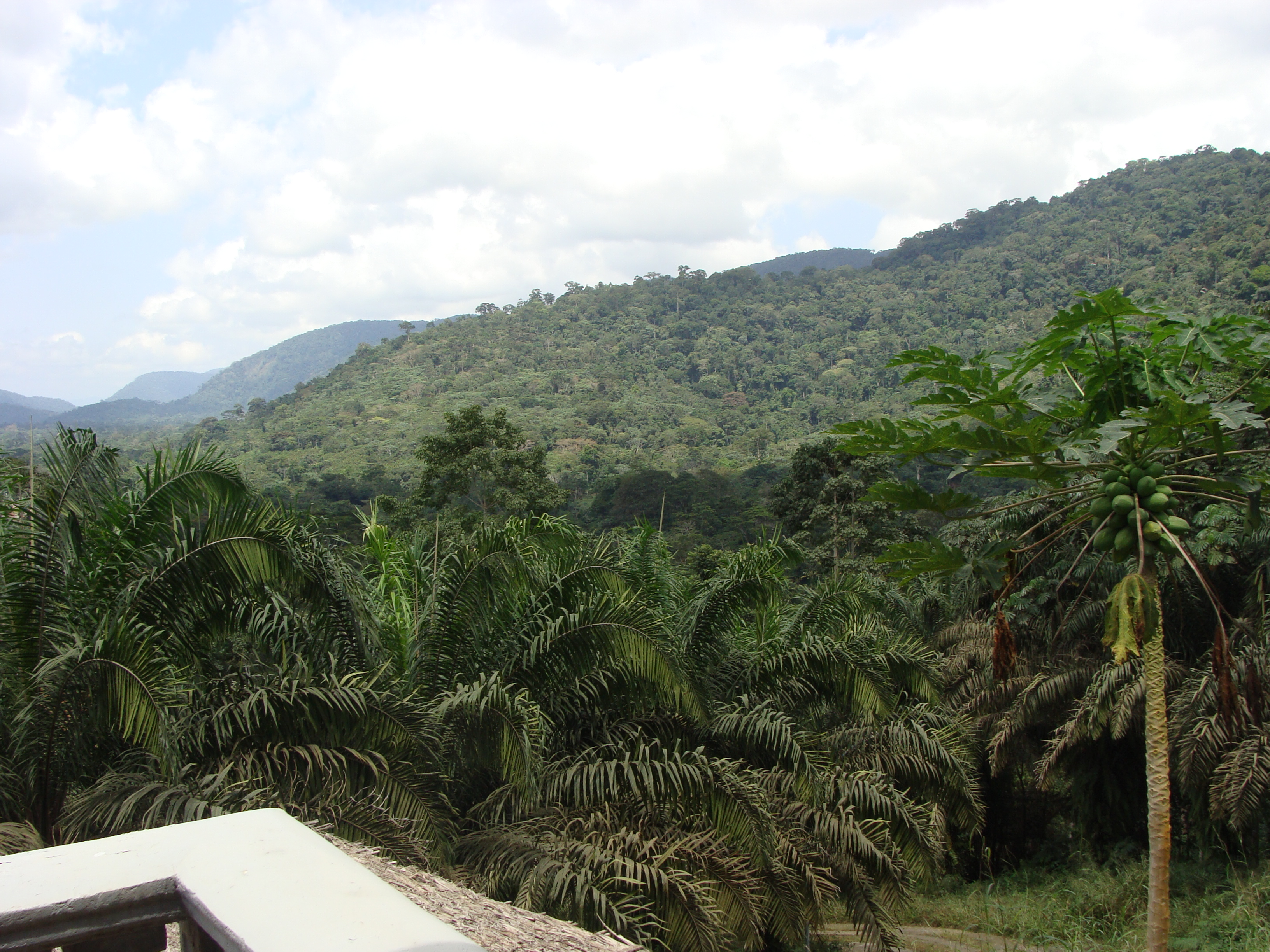
Veduta del Monte Alén.

Ancora nel 1989, parti del parco venivano concesse all'industria del legname e tale attività veniva attivamente promossa. Uno studio condotto dall'Agenzia degli Stati Uniti per lo Sviluppo Internazionale (USAID) ha concluso che il bracconaggio costituisce un problema significativo. Nel 2005, Caldecott riferì che l'agricoltura, la caccia e il disboscamento erano ora ufficialmente vietati.